# Attentat du 30 septembre 2022 à Kaboul
L'attentat du 30 septembre 2022 à Kaboul est survenu le 30 septembre 2022 lorsqu'un kamikaze s'est fait exploser au centre d'éducation Kaaj à Kaboul, en Afghanistan. 35 personnes sont mortes et 82 autres ont été blessées. Selon des témoignages oculaires, les victimes sont en grande partie des jeunes femmes,,.

## Attentat
L'explosion s'est produite le 30 septembre 2022, vers 7 h 30, au centre d'éducation Kaaj, situé dans un quartier à prédominance hazara. De nombreuses victimes comprenaient des diplômés du secondaire du centre d'éducation qui passaient un examen universitaire pratique au moment de l'explosion.

## Réactions
L'UNICEF a déclaré qu'il était « consterné par l'horrible attaque », tandis que les États-Unis « ont fermement condamné l'attaque » dans un communiqué sur Twitter.
Le porte-parole des talibans, Zabihullah Mujahid, a condamné l'attaque sur Twitter, affirmant que l'attaque était un crime grave qui a été fermement condamné et a exprimé sa sympathie aux familles des victimes.